# Драшусов, Владимир Николаевич
Владимир Николаевич Драшусов (1816—1883) — магистр математических наук, тайный советник.
Брат астронома Александра Николаевича Драшусова.

## Биография
Родился в 1816 году (или в 1819). Его отец, Никола-Шарль-Иоанн Сушар(д) (1783—1851), прибыл в Россию во время царствования Александра I и, выдержав в 1818 экзамен в Московском университете, преподавал французский язык в женских институтах — Екатерининском и Александровском. Никола Сушард принял православие и женился на Евгении Антоновне Богданович (умерла 2 марта 1874; вместе с мужем была похоронена на Ваганьковском кладбище) — дочери бригадира, которая имела имение в Смоленской губернии. В 1826 получил разрешение Николая I переменить иностранное имя на русское. Новая фамилия с одобрения императора образовалась путём прочтения старой фамилии — Сушард — справа налево c прибавлением обычного русского окончания «-ов». В числе других учителей его приглашали в дом Достоевских преподавать французский язык детям Михаилу и Фёдору. Ф. М. Достоевский позже вывел Сушарда под фамилией Тушар в романе «Подросток».
Окончил физико-математический факультет Московского университета. В 1834 году поступил на службу. Служил в канцелярии московского генерал-губернатора. Состоял московским цензором, почётным опекуном и директором Московского воспитательного дома, был управляющим Московской Павловской больницей. С 10 октября 1858 года имел чин действительного статского советника, с 28 апреля 1868 года — тайный советник.
Был награждён орденами Св. Владимира 2-й (1872) и 3-й (1856) ст., Св. Анны 1-й ст. (1862; императорская корона в 1864), Св. Станислава 1-й ст. (1860).
В 1847 году издавал газету «Московский городской листок», где дебютировал А. Н. Островский (№ 7, 9 января — Сцены из комедии «Несостоятельный должник»). Помещал в «Листке» свои статьи о литературе и писателях Франции, в частности, о Жорж Санд. Использовал псевдонимы: В. Д.; Д.; Редактор
Имел огромную и ценную библиотеку, которую по смерти завещал Московскому университету.
Умер 23 мая (4 июня) 1883 года. Похоронен с родителями на Ваганьковском кладбище. 